# John Norman
Pour les articles homonymes, voir John Norman (hockey sur glace) et Norman.
Œuvres principales
- Chroniques de Gor

John Norman est le pseudonyme de John Frederick Lange Jr, né le 3 janvier 1931 à Chicago en Illinois, auteur américain controversé de romans de science-fiction et professeur de philosophie au Queens College de l'université de la ville de New York. Le professeur Lange a obtenu sa thèse de philosophie à l'université de Princeton. Il est principalement connu pour ses chroniques de Gor et leur contenu machiste d'inspiration BDSM.

## Biographie
La carrière de Norman en tant qu'écrivain et philosophe se subdivise en quatre étapes :
1. Au début des années 1960 Norman commence sa carrière académique. Il obtient le diplôme de Bachelor of Arts à l'université du Nebraska en 1953 puis son Master of Arts à l'université du Sud de la Californie (USC) en 1957. C'est à cette époque qu'il se marie avec Bernice L. Green. En 1963 Norman obtient son doctorat en philosophie à l'université de Princeton.
2. De la fin des années 1960 au début des années 1980 Norman devient populaire. Cette popularité peut être attribuée à l'attrait de certains milieux pour ses thèses sociales alternatives.
3. Du milieu des années 1980 jusqu'au milieu des années 1990 Norman subit la vague du politiquement correct. En particulier certaines féministes se focalisent contre les romans du cycle de Gor par le biais de pétitions et ces derniers sont peu à peu retirés des librairies et bibliothèques. Ces critiques parviennent notamment à fermer le premier site Internet, nommé Silk and Steel[1] en argumentant que les femmes de Gor y sont telles les untermenschen du nazisme. Norman accuse alors les éditeurs de l'avoir placé sur une liste noire.
4. Depuis la fin des années 1990 se développe dans certains groupes BDSM un attrait pour la culture de Gor sous forme de sites et salons de discussion sur Internet. De plus quelques petits éditeurs ont entrepris avec un succès mitigé de rééditer les livres de Norman.

## Œuvres
Norman s'inspire nettement au début de Edgar Rice Burroughs, le créateur de Tarzan, et l'influence de ce dernier sur le cycle de Gor est évidente quand on lit John Carter de Mars.

### Chroniques de Gor
Entamée en 1966 cette saga de 26 romans, dont seuls les 16 premiers tomes furent traduits en français, décrit les aventures de Tarl Cabot sur la planète Gor, une anti-Terre située en opposition au Soleil sur la même orbite que la Terre. Les aventures de ce héros récurrent sur une planète cachée du système solaire servent de toile de fond à la description d'une société sauvage mélangeant barbarie, machisme et haute science. Une œuvre envoûtante tant par la découverte de ce monde à travers une évocation détaillée que par le style narratif utilisé. Chaque livre est prétexte à décrire une population particulière de la planète et à soulever une partie du voile.
L'aspect le plus controversé de cette saga est la condition des femmes de la société goréenne, systématiquement (ou presque) esclaves des hommes et devant satisfaire tous les désirs de ces derniers. Cet aspect du rôle des femmes se retrouve dans l'œuvre sous forme de nombreux passages décrivant soit les règles qui leur sont imposées soit une justification philosophique de cet état de fait. En effet, selon Norman, les femmes sont naturellement prédisposées à obéir aux hommes, et peuvent trouver le bonheur en acceptant cette situation. 
C'est justement cet aspect volontairement machiste du cycle de Gor qui a provoqué la censure du cycle lors des années 1980-90 et qui par opposition plaît à certains groupes sado-masochistes.
1. Le Tarnier de Gor, OPTA, 1975 ((en) Tarnsman of Gor, 1966)  (ISBN 2-7201-0022-6)
2. Le Banni de Gor, OPTA, 1975 ((en) Outlaw of Gor, 1967)  (ISBN 2-7201-0022-6)
3. Les Prêtres-Rois de Gor, OPTA, 1979 ((en) Priest-Kings of Gor, 1968)  (ISBN 2-7201-0113-3)
4. Les Nomades de Gor, OPTA, 1979 ((en) Nomads of Gor, 1969)  (ISBN 2-7201-0113-3)
5. Les Assassins de Gor, OPTA, 1981 ((en) Assassin of Gor, 1970)  (ISBN 2-7201-0133-8)
6. Les Pirates de Gor, OPTA, 1981 ((en) Raiders of Gor, 1971)  (ISBN 2-7201-0140-0)
7. Les Esclaves de Gor, OPTA, 1982 ((en) Captive of Gor, 1972)  (ISBN 2-7201-0157-5)
8. Les Chasseurs de Gor, OPTA, 1983 ((en) Hunters of Gor, 1974)  (ISBN 2-7201-0176-1)
9. Les Maraudeurs de Gor, OPTA, 1983 ((en) Marauders of Gor, 1975)  (ISBN 2-7201-0181-8)
10. Les Tribus de Gor, OPTA, 1984 ((en) Tribesmen of Gor, 1976)  (ISBN 2-7201-0197-4)
11. La Captive de Gor, OPTA, 1985 ((en) Slave Girl of Gor, 1977)  (ISBN 2-7201-0215-6)
12. Les Monstres de Gor, OPTA, 1985 ((en) Beasts of Gor, 1978)  (ISBN 2-7201-0217-2)
13. Les Explorateurs de Gor, OPTA, 1985 ((en) Explorers of Gor, 1979)  (ISBN 2-7201-0250-4)
14. Le Champion de Gor, OPTA, 1986 ((en) Fighting Slave of Gor, 1980)  (ISBN 2-7201-0272-5)
15. Le Forban de Gor, OPTA, 1986 ((en) Rogue of Gor, 1981)  (ISBN 2-7201-0287-3)
16. Le Spadassin de Gor, J'ai lu, 1997 ((en) Guardsman of Gor, 1981)  (ISBN 2-290-04642-6)
17. (en) Savages of Gor, 1982
18. (en) Bloodbrothers of Gor, 1982
19. (en) Kajira of Gor, 1983
20. (en) Players of Gor, 1984
21. (en) Mercenaries of Gor, 1985
22. (en) Dancer of Gor, 1985
23. (en) Renegades of Gor, 1986
24. (en) Vagabonds of Gor, 1987
25. (en) Magicians of Gor, 1987
26. (en) Witness of Gor, 2001
27. (en) Prize of Gor, 2008
28. (en) Kur of Gor, 2009
29. (en) Swordsmen of Gor, 2010
30. (en) Mariners of Gor, 2011
31. (en) Conspirators of Gor, 2012
32. (en) Smugglers of Gor, 2012
33. (en) Rebels of Gor, 2013
34. (en) Plunder of Gor, 2016
35. (en) Quarry of Gor, 2019
36. (en) Avengers of Gor, 2021
37. (en) Warriors of Gor, 2022
38. (en) Treasure of Gor, 2024

### Cycle telnarien
1. (en) The Chieftain, 1991
2. (en) The Captain, 1992
3. (en) The King, 1993
4. (en) The Usurper, 2015

### Romans indépendants
- (en) Ghost Dance, 1969 (référence)
- (en) Time Slave, 1975
- (en) The Totems of Abydos, 2012

### Recueil de nouvelles
- (en) Norman Invasions, 2009

### Autres ouvrages
- (en) Imaginative Sex, 1974